# Brazíliai cukoripar

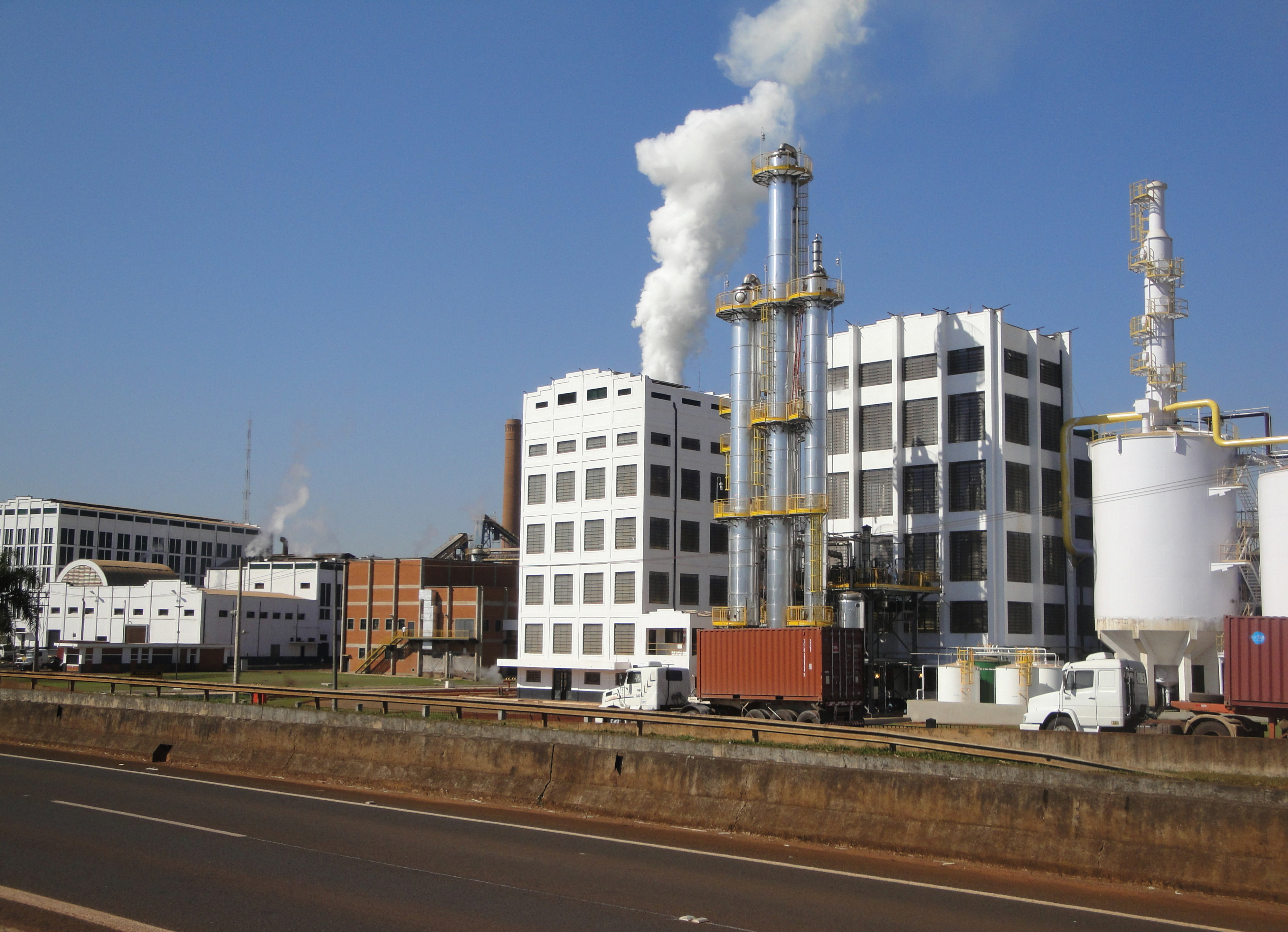
Cukorgyár São Franciscóban

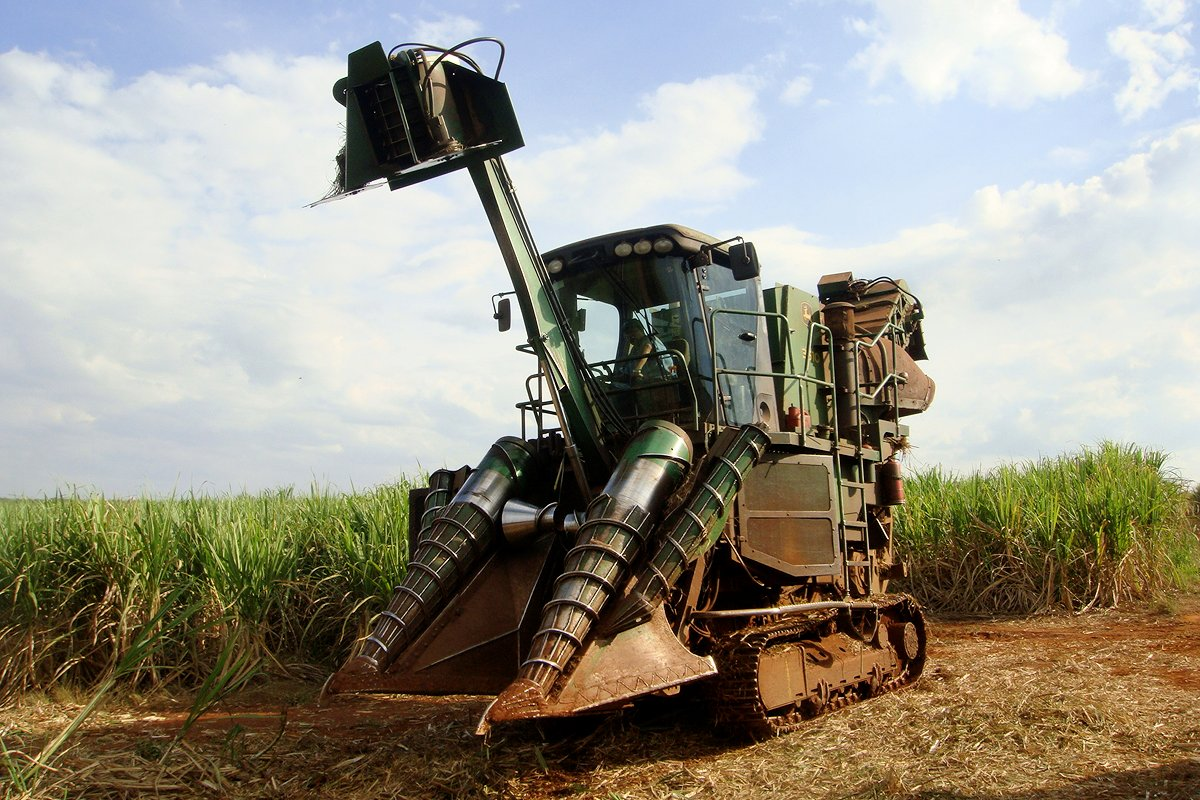
A cukornád betakarítása

A brazíliai cukoripar a cukornád feldolgozását végző iparág, a brazíliai gazdaság fontos szektora, amely 2012-ben az ország bruttó hazai termékének (GDP) 2%-át állította elő.
Az országban cukorrépát nem termelnek, ellenben a cukornád-termelést illetően világviszonylatban az első. A cukornádtermesztés 85%-a São Paulo és Paraná államokban koncentrálódik. A termőterület 2004-ben mintegy 5,6 millió hektár volt.
Az iparág több évszázados múltra tekint vissza: 1625-ben az európai cukorimport egésze Brazíliából származott.
2013/14-ben Brazília 37,8 millió tonna cukrot állított elő, ami a Föld összes cukortermelésének 21%-a. A cukornádból a cukor mellett bioetanolt állítanak elő; az Amerikai Egyesült Államok után Brazília a világ második legnagyobb bioetanolgyártója. Az egy főre jutó cukorfogyasztás 2013-ban 58,7 kg volt, ami a világ átlagos fogyasztásának (23,1 kg) több mint kétszerese, de jóval meghaladta az európai átlagot is (36,7 kg). A cukorexport 2013-ban 27,2 millió tonna volt, ami a világ összes cukorexportjának a 46%-át teszi ki.
2005 és 2009 között a brazíliai cukoripar növekedési üteme évente 10% volt; ebben az időszakban több mint 100 új gyár létesült. A 2008-ban kirobbant gazdasági világválság hatására az ágazat növekedése mintegy 3%-a esett vissza.